# Haptotricoma spathiura
Haptotricoma spathiura is een rondwormensoort uit de familie van de Meyliidae. De wetenschappelijke naam van de soort is voor het eerst geldig gepubliceerd in 1982 door Blome.